# Oberauel (Hennef)
Oberauel ist ein Ortsteil der Stadt Hennef (Sieg) im Rhein-Sieg-Kreis in Nordrhein-Westfalen.

## Lage
Oberauel liegt auf dem Nutscheid am nördlichen Siegufer in der Gemarkung Lauthausen. Nachbarorte sind Auel, Berg, Bödingen, Haus Attenbach, Kningelthal und Lauthausen.

## Geschichte
Bis zum 1. August 1969 gehörte die Ortschaft Oberauel zur Gemeinde Lauthausen, im Rahmen der kommunalen Neugliederung des Raumes Bonn wurde Lauthausen, damit auch der Ort Oberauel, der damals neuen amtsfreien Gemeinde „Hennef (Sieg)“ zugeordnet.

## Kapelle

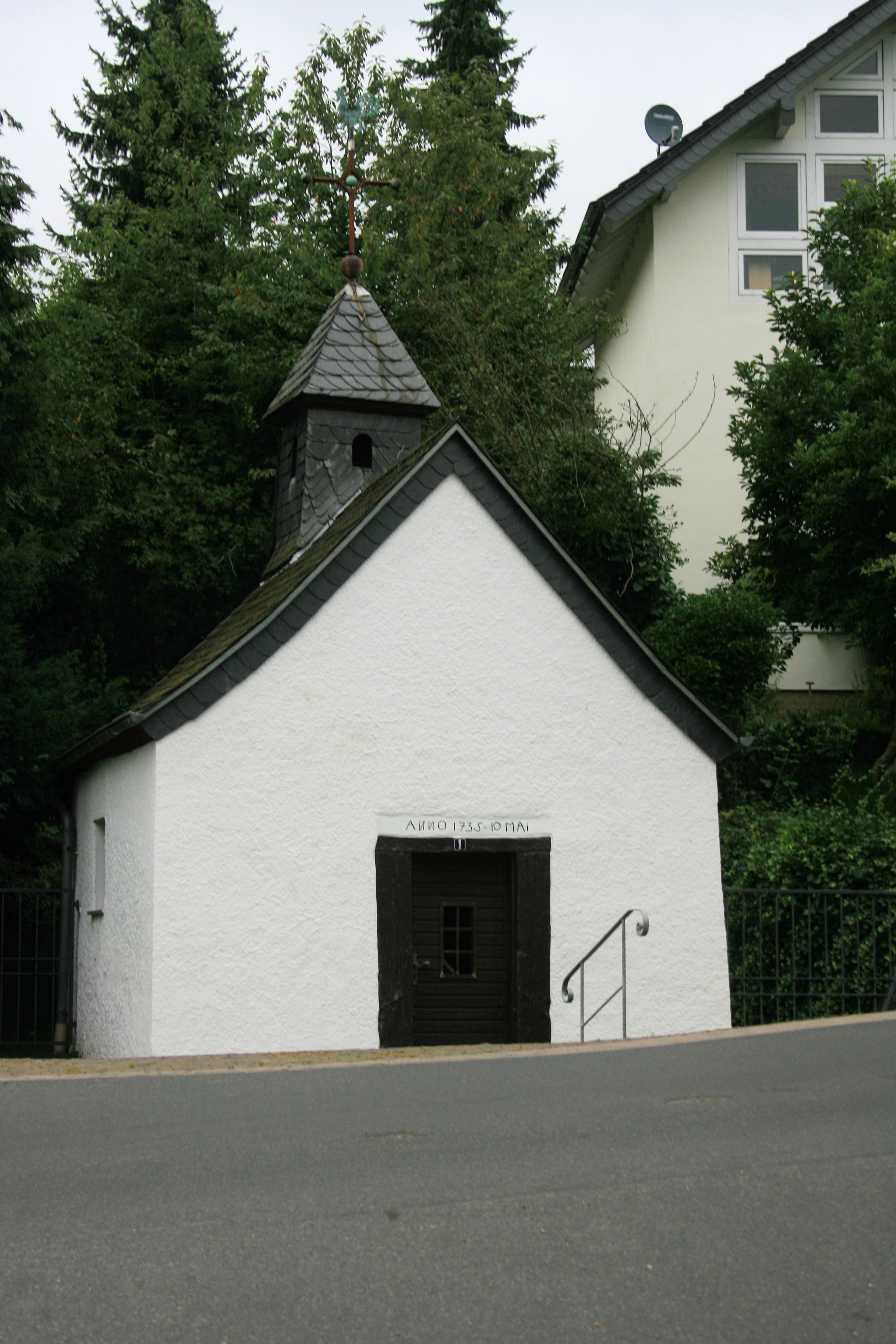
Die Dorfkapelle

Die Kapelle in Oberauel wurde laut Inschrift am 10. Mai 1735 errichtet. Sie war ursprünglich der Allerheiligsten Dreifaltigkeit gewidmet. Heute ist sie dem heiligen Antonius von Padua geweiht.

## Baudenkmäler
Neben der Antoniuskapelle stehen als Baudenkmäler in Oberauel noch eine ehemalige Mühle und ein Wegekreuz unter Denkmalschutz.

## Verkehrsanbindung und Infrastruktur
Oberauel liegt an der Straße, die von Lauthausen kommend weiter nach Kningelthal und Bödingen führt, und ist an das Busnetz der Stadt Hennef über die Linie 532 der RSVG angebunden. Diese verkehrt tagsüber an Werktagen stündlich, an Wochenenden und an Feiertagen alle zwei Stunden. Zusätzlich sind außerhalb der Schulferien auch spezielle Linien im Einsatz, um die Anbindung verschiedener Hennefer Schulen zu ermöglichen. Der nächstgelegene Bahnhof ist Blankenberg (Sieg) an der Siegstrecke, unterhalb von Stadt Blankenberg gelegen.
Die nächstgelegene Grundschule ist in Happerschoß zu finden. In Oberauel gibt es keine Kirche, sondern der Ort gehört zur Pfarrgemeinde Bödingen.

## Sonstiges
Der Ort verfügt über einen städtischen Spielplatz sowie einen daran angrenzenden Bolzplatz. Um beide kümmert sich der Heimatverein Bödingen.
Von Oberauel aus führt ein alter Pilgerweg aufwärts nach Bödingen.